# Corydalis barbisepala
Corydalis barbisepala är en vallmoväxtart som beskrevs av Hand.-mazz. och Fedde. Corydalis barbisepala ingår i släktet nunneörter, och familjen vallmoväxter. Inga underarter finns listade i Catalogue of Life.